# Ballinderry
Ballinderry (en irlandais : Baile an Doire), toponyme signifiant en français la ville du bois de chêne, est un petit village nord-irlandais ayant statut de paroisse civile au sein du Cookstown District Council situé à cheval sur les limites des comtés de Derry et de Tyrone. Ballinderry est localisée sur la rive nord-ouest du Lough Neagh à proximité immédiate des villes de Cookstown, Coalisland, Magherafelt et Dungannon.
Cette paroisse rurale compte sur son territoire deux petits villages Ballylifford et Derrychrin. La paroisse donne son nom à un des trois circonscriptions électorales du Cookstown District Council. Deux des élus de la région vivent à Ballinderry : Michael McIvor (Sinn Féin) et Patsy McGlone (Social Democratic and Labour Party (SDLP). Martin McGuinness est le député de la circonscription. Le Sinn Féin possède une antenne locale, la Volunteers Heron/Wilkinson/McNally Cumann.

## Tourisme
La rivière Ballinderry se jette dans le Lough Neagh sur le territoire de la paroisse. Elle a son cours depuis sa source jusqu’au Lough Neagh à cheval entre les comtés de Londonderry et de Tyrone. Les pêcheurs la considèrent comme un excellent lieu de pêche à la truite et au saumon. Une variété de truite, connue sous le nom de Dollaghan, est d’ailleurs native de la région du Lough Neagh.

## Personnalités
- Le militant républicain Seán Larkin, en irlandais : Seán Ó Lorcain, est originaire du lieu-dit Bellagherty à Ballinderry. Il est membre des Irish Volunteers au début des années 1910 puis de l’IRA pendant la guerre d’indépendance irlandaise. Il est ensuite opposé au traité anglo-irlandais qui donne son indépendance à la majeure partie de l’île d'Irlande. Il combat donc les forces de l’État libre d'Irlande avant d’être arrêté et exécuté le 14 mars 1923.
- De nombreux sportifs ont leur origine dans la paroisse.
  - Declan Bateson, membre de l’équipe de football gaélique vainqueur du Championnat d'Irlande de football gaélique 1993
  - Enda Muldoon, All-Star de football gaélique en 2004
  - Plusieurs membres de l’équipe de Derry GAA en 2010 sont issus de la paroisse : Kevin McGuckin, Conleith Gilligan, James Conway, Niall McCusker, Coilin Devlin, Michael McIver, Raymond Wilkinson.

## Sport
Les sports gaéliques sont les plus populaires dans la paroisse. Le club local est le Ballinderry Shamrocks. Il a remporté le championnat d’Irlande des clubs de football gaélique en 2002.

## Éducation
La paroisse est équipée de deux écoles primaires catholiques Ballylifford Primary School et Derrychrin Primary School.

## Les villages composant la paroisse
| Village (nom anglais) | Village (nom irlandais)           | Signification                    |
| --------------------- | --------------------------------- | -------------------------------- |
| Ardagh                | Ardachadh                         | Haut terrain                     |
| Ballinderry           | Baile an Doire                    | Ville du bois de chêne           |
| Ballydonnell          | Baile Uí Domnaill                 | Ville des O'Donnells             |
| Ballygillen Beg       | Baile Uí Ghilín Beag              | Petite ville des O'Gillens       |
| Ballygillen More      | Baile Uí Ghilín Mór               | Grande ville des O'Gillens       |
| Ballylifford          | Baile Leithearr / Baile Leitbearr | Ville du petit tour              |
| Ballymoyle            | Baile Mael                        | Village vide                     |
| Ballymultrea          | Baile Uí Maoiltrea                | Village des O'Multrea's          |
| Ballyronan Beg        | Baile Uí Rónáin Beag              | Petite ville des O'Ronans        |
| Bellagherty           | Baile Uí Facharthaigh             | Village des O'Faherty's          |
| Derrycrin (Conygham)  | Doire Crann                       | Bois de chêne au grand arbre     |
| Druminard             | Drumín Ard                        | La petite crête sur les hauteurs |
| Killymuck             | Coill á Muc                       | Le bois aux cochons              |
| Lanaglug              | Lann na gClog                     | l’église aux cloches             |
| The Gort alias Eglish | Eaglais                           | les terres de l’église           |
| Mullan Upper          | Mullán                            | petit sommet                     |
| Mullan Lower          | Mullán                            | petit sommet                     |